# Nizozemí (region)

Nizozemí na mapě Evropy

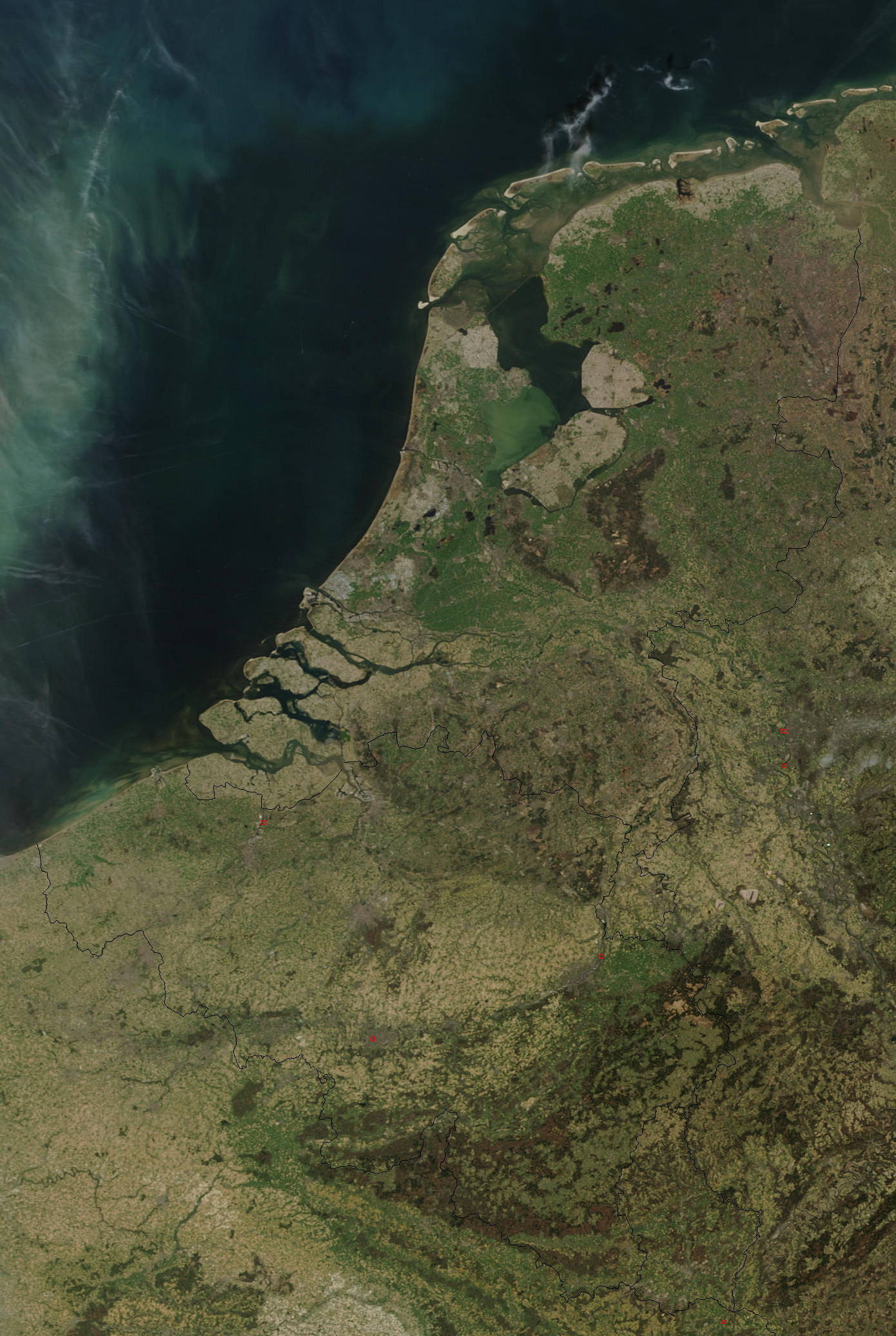
Satelitní pohled na Nizozemí

Nizozemí je označení historického nízko položeného území v okolí ústí řek Rýn, Šelda a Máza, zhruba odpovídající území dnešních států Nizozemsko, Belgie, Lucembursko, pro které se vžil nový název Benelux.

## Historie
Ve starověku se na území dnešního Nizozemska usídlily germánské a keltské kmeny, které mezi sebou soupeřily o moc. Přibližně v 10. století došlo k rozdrobení země na jednotlivá knížectví, ve kterých vznikají města s kvetoucím obchodem a řemesly.
V roce 1384 zdědil Flandry burgundský vévoda Filip Smělý. Belgie se tak stala součástí vévodství burgundského. V roce 1477 však Karel Smělý zahynul v bitvě u Nancy, čímž burgundští vévodové vymřeli. Celé Nizozemí (region) zdědili Habsburkové. Po rozdělení habsburské dynastie patřila Belgie nejprve španělským Habsburkům (1553 – 1713), pak rakouským (1713 – 1794).
Pod těmito různými vládci, a zvláště mezi 12. a 17. stoletím, se díky své výhodné poloze stávala belgická města významnými centry obchodu, průmyslu a umění. Vlámští malířští mistři (Peter Paul Rubens, Anthonis van Dyck, Pieter Brueghel) byli ve své době nejceněnějšími v celé Evropě.
V průběhu Nizozemské revoluce vznikla v severních oblastech země tzv. Utrechtská unie, která v roce 1581 vyhlásila vznik Spojených provincií nizozemských. V roce 1795 se nizozemských provincií zmocnila francouzská vojska a roce 1795 Belgii anektovala Francie (během První Francouzské republiky) v čele s Napoleonem. Francouzi na území bývalých Spojených provincií nizozemských vyhlásili Batávskou republiku a později Holandské království, které bylo v letech 1810 až 1814 připojeno přímo k Francii (v období Prvního Francouzského císařství). Na Vídeňském kongresu v roce 1815 bylo vyhlášeno Spojené království nizozemské, ke kterému patřila do roku 1830 také Belgie (resp. do 1839, kdy Nizozemí její nezávislost definitivně uznalo) a Lucembursko.
Po povstání vyhlásila 4. října 1830 provizorní belgická vláda nezávislost na Nizozemsku. Byla vytvořena parlamentní monarchie a 21. července 1831 na belgický trůn nastoupil král Leopold I. Belgický z ernestinské linie Wettinů (Sasko–Cobursko–Gothajská). V tento den slaví Belgičané Den nezávislosti. Belgické ústavní zřízení pak bylo po celé 19. století vzorem pro evropské liberály.
Po odtržení Belgie vzniklo Nizozemské království spojené až do roku 1890 personální unií s Lucemburskem. Tato personální unie byla roku 1890 zrušena, protože podle salického zákona nemohla být Lucemburskou vládnoucí velkovévodkyní žena (Vilemína Nizozemská). Na Lucemburský trůn nastoupil Adolf Lucemburský z vedlejší větve rodu Nassavských, Nasavsko-Weilburské.
Během první světové války byly Belgie a Lucembursko obsazeny Německem. Během druhé světové války bylo nacistickým Německem obsazeno celé území Nizozemí.
V roce 1948 byla vytvořena celní unie Benelux, později byla přeměněna na hospodářskou unii. Země jsou malé a mají vysokou hustotu zalidnění, pokládají se za nejvyspělejší v Evropě.
Všechny země jsou v současnosti monarchiemi, členy NATO a EU.